# گنهایم
گنهایم (به آلمانی: Genheim) یک منطقهٔ مسکونی در آلمان است که در والدالگسهایم واقع شده‌است. گنهایم ۵۲۵ نفر جمعیت دارد.